# 柘荣县人民政府
柘荣县人民政府，是中华人民共和国福建省宁德市柘荣县的地方行政机构。柘荣县人民政府办公地址位于双城镇柳城东路75号。由福建省人民政府和宁德市人民政府领导。

## 历史沿革
1949年6月15日，中国人民解放军接管柘荣县，设立柘荣县行政办事处，中华人民共和国成立后建立了柘荣县人民政府，1955年改称柘荣县人民委员会，翌年人民委员会随着柘荣县的撤销而解散。1975年，柘荣县第二次恢复建制，设立柘荣县革命委员会主管县政，1980年，复称柘荣县人民政府。

## 县政府工作部门
柘荣县人民政府下辖25个工作部门：
- 柘荣县人民政府办公室
- 柘荣县发展和改革局
- 柘荣县教育局
- 柘荣县工业和信息化局
- 柘荣县公安局
- 柘荣县民政局
- 柘荣县司法局
- 柘荣县人力资源和社会保障局
- 柘荣县住房和城乡建设局
- 柘荣县自然资源局
- 柘荣县交通运输局
- 柘荣县财政局
- 柘荣县农业农村局
- 柘荣县水利局
- 柘荣县文体和旅游局
- 柘荣县卫生健康局
- 柘荣县退役军人事务局
- 柘荣县应急管理局
- 柘荣县审计局
- 柘荣县林业局
- 柘荣县市场监督管理局
- 柘荣县统计局
- 柘荣县人民政府信访局
- 柘荣县行政服务中心管委会

## 历任县长
下表列出1980年重新设置柘荣县人民政府后的历任县长：
| 届次 | 姓名   | 籍贯       | 任期                  | 备注         |
| ---- | ------ | ---------- | --------------------- | ------------ |
| 1    | 任治民 | 山西平顺   | 1980年1月－1983年3月  |              |
| 2    | 林阿彩 | 柘荣岚中村 | 1983年3月－1986年12月 |              |
| 3    | 黄资林 | 福建长乐   | 1986年12月－1988年4月 |              |
| 4    | 龚守栋 | 福建寿宁   | 1988年4月－1993年3月  |              |
| 5    | 张林金 | 福建寿宁   | 1993年3月－1996年12月 | 首任女性县长 |
| 6    | 林鸿   | 福建霞浦   | 1996年12月－1998年8月 |              |
| 7    | 周秋琦 | 福建宁德   | 1998年8月－2003年8月  | 女           |
| 8    | 许青云 | 福建福安   | 2003年8月－2007年8月  |              |
| 9    | 冯新婷 | 山西晋城   | 2007年8月－2010年5月  | 女           |
| 10   | 薛理朝 | 福建平潭   | 2010年5月－2011年6月  |              |
| 11   | 冯静   | 福建福安   | 2011年6月－2014年9月  | 女           |
| 12   | 雷祖铃 | 福建福安   | 2014年9月－2021年5月  | 畲族         |
| 13   | 宋振   | 安徽太和   | 2021年5月－2021年12月 | 代理         |
| 13   | 宋振   | 安徽太和   | 2021年12月至今        |              |

## 下辖乡镇人民政府
柘荣县人民政府下辖以下乡镇级行政单位：
双城镇、富溪镇、城郊乡、乍洋乡、东源乡、黄柏乡、宅中乡、楮坪乡和英山乡。